# Calostro

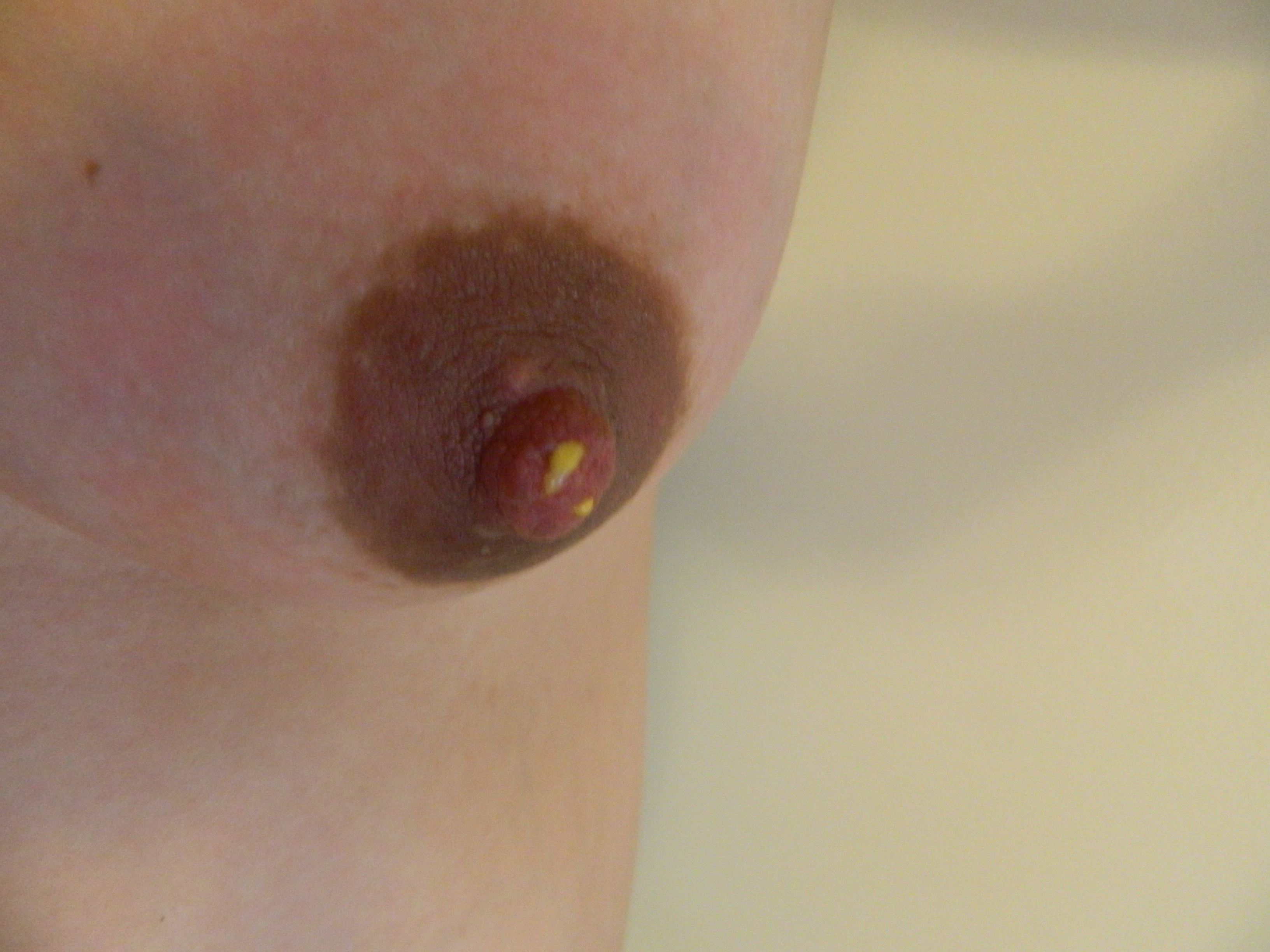
El calostro.

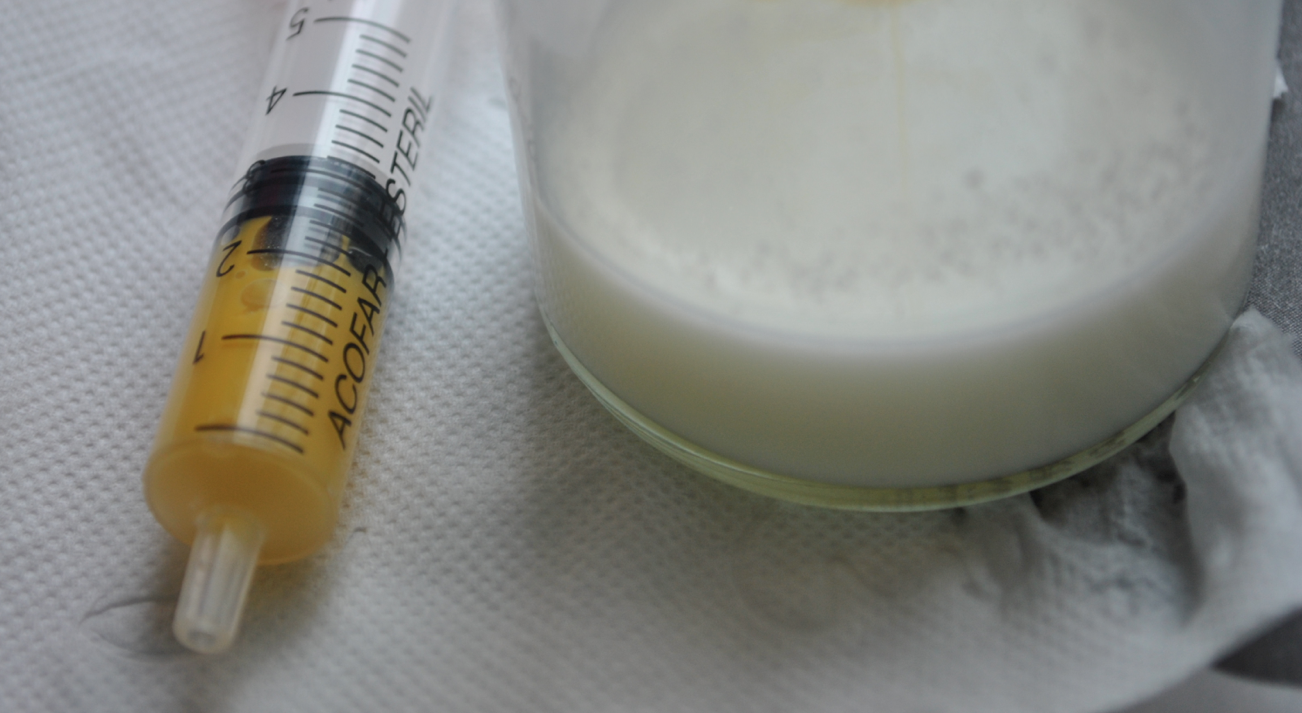
Izquierda: calostro extraído dos días tras el parto. Derecha: leche de fórmula

El calostro es un líquido secretado por las glándulas mamarias durante el embarazo y los primeros días después del parto, compuesto por inmunoglobulinas, agua, proteínas, grasas y carbohidratos en un líquido seroso y amarillo.
Para el nacimiento del bebé se preparará uno de los alimentos más importantes de su vida, el calostro. Este alimento es la primera leche que se produce y su duración está entre los dos y cinco días antes de que se empiece a producir la leche definitiva.
El calostro es un alimento ideal y primordial, ya que en él está la primera inmunización del bebé y resuelve además las necesidades alimentarias de sus pequeños órganos, aún no maduros.
Algunas diferencias respecto a la leche definitiva son la densidad, mucho mayor, y más pegajoso. Por su color, al calostro lo apodan oro líquido; esto se debe a su color algo dorado, que depende de la mama que lo produce: a veces es más oscuro y otras veces más claro.

## Precalostro
El precalostro es un líquido que se forma durante el tercer trimestre de gestación; los pechos empiezan a secretar una sustancia formada por plasma, cloro, óxido,ácido.[cita requerida]

## Composición del calostro

### Aminoácidos
Son contribuciones de albúmina vitales para el metabolismo celular y regeneración de la célula. Una falta de aminoácidos puede ser la causa de trastornos del crecimiento y debilitar el sistema inmunitario en general. Un adecuado abasto de aminoácidos asegura la correcta provisión de energía tanto física como psíquica y por lo tanto tiene una influencia decisiva en las capacidades de tipo corporal y mental.

### Inmunoglobulinas (A, D, E, G, y M)
Son anticuerpos, de vital importancia y determinantes para la profilaxis y prevención frente a las infecciones que pueden atacar al organismo. Se podría afirmar que la vaca produce muchas y muy diferentes inmunoglobulinas, que causan una inmunización pasiva y posiblemente alergias en otras especies mamíferas. El calostro de todas las especies mamíferas contiene ingredientes inmunizantes contra las bacterias Escherichia coli, que pueden llegar a causar diarrea y vómito. Además también neutralizan toxinas, virus y las bacterias en el sistema linfático y circulatorio. Se ha llegado a comprobar, que en las 72 h posteriores al alumbramiento, la vaca elimina hasta 2 kg de inmunoglobulinas.

### Factores naturales de crecimiento
Estos influyen en casi todos los procesos celulares del cuerpo y pueden ayudar a acelerar el crecimiento de muchos tipos de células por una parte, como también pueden detener el crecimiento de células por otra parte. Como ejemplo:: protege la cubierta de proteína de la célula muscular, otro factor puede acelerar el crecimiento de los huesos y los cartílagos; otro, impide el desarrollo de células nocivas. Todo lo anterior se debe a la interacción de los diferentes factores de crecimiento, resultando de esta forma el balance y equilibrio perfecto del metabolismo celular. Además de ello ciertos factores de crecimiento son capaces de influir en el sistema inmunitario y de estimular la producción de inmunoglobulinas propias del cuerpo humano.

### Vitaminas
Estas son de requisito indispensable para un metabolismo regular de proteínas, grasas y carbohidratos. Las vitaminas A, B 12 y E se encuentran en pequeñas cantidades y existen indicios del contenido de todas las otras vitaminas.

### Citoquinas
Estas sustancias inmunotrasmisoras son las encargadas de estimular los ganglios linfáticos y contienen inmunofactores antivirales de gran rendimiento, además ayudan mucho en las articulaciones artríticas y lesiones.

### Glicoproteínas
Estas hacen posible, que los inmunofactores y factores de crecimiento pasen por el aparato digestivo ácido inhibiendo la fisión ocasionada por las enzimas del estómago (proteásis).

### Lactoferrina y transferrina
Estas se encargan de transportar el hierro hasta los glóbulos rojos y de esta forma impedir que virus y bacterias puedan apoderarse del hierro. Debido a que los virus necesitan de una célula "huésped" para procrearse, esto se inhibe eficazmente. Eficaz proteína antiviral, antibacteriana y antiinflamatoria tiene excelentes efectos terapéuticos para cáncer, VIH, herpes, Síndrome de fatiga crónica, citomegalovirus, candidiasis y otras infecciones.

### Lactobacillus Bifidus Acidophilus
Este es el encargado de apoyar la digestión y reducir bacterias y hongos nocivos para el aparato digestivo.

### PRP (Polipéptidas ricas en prolina)
Apoyan y regulan la glándula del "timo" y producen efectos sobre el sistema inmunitario. También conocidos como Factores de Transferencia Los factores de transferencia son un factor derivado de la lisis y leucocitos que son donadores inmunes y son capaces de transferir inteligencia inmunitaria tanto local, como sistémica a receptores no inmunes. Son considerados un tipo de linfocina. Un sistema inmunitario sobreactivo (autoinmunidad) es apaciguado, mientras que uno debilitado es estimulado.

### Leucocitos
Son los glóbulos blancos que estimulan la producción de interferón, el cual retarda y elimina la reproducción viral y también la penetración a las paredes de las células.

### Enzimas
La lactoperoxidasa-tiocianato y la peroxidasa y la oxidasa de xantina destruyen a las bacterias gracias a su facultad de segregar peróxido de oxígeno.

### Lisozima
Agente hidrolizante (proceso químico de descomposición) y fortalecedor del sistema inmunitario que puede destruir las bacterias y los virus al contacto.

### Linfocinas
Péptidos que se asemejan a las hormonas producidos por linfocitos activados, dichos linfocitos regulan la reacción inmunitaria.

### Inhibidores tripsinicos y proteásicos
Estos protegen los factores inmunitarios y de crecimiento del calostro de ser destruidos en las vías gastrointestinales. También impiden que la bacteria Helicobacter pylori se adhiera a las paredes del estómago, por último, sirven para tratar las úlceras pépticas.

### Oligopolisacáridos y glicoconjugados
Atraen y se fijan a patógenos tales como el Streptococcus, E. Coli, Salmonella, Cryptosporidium, Giardia, Entamoeba, Shigella, Clostridium, toxinas A y B, y el cólera. Los oligopolisacáridos y los glicoconjugados evitan que los patógenos se fijen a las membranas mucosas y que las penetren.

### Otros factores inmunitarios
Algunos de los factores inmunitarios documentados incluyen el ácido orótico, la IgA secretoria, el ayudante específico IgA, la lactoglobulina B, la lactaaIbúmina, la prealbúmina, la alfa-1 antitripsina, la alfa-1 fetoproteína, la alfa-2 macroglobulina, la alfa-2 Apglicoproteína, C3, C4 y los orosomucoides.

### Azufre
Mineral que desempeña un importante papel en el metabolismo y en muchas proteínas estructurales del cuerpo del recién nacido.

### Otros componentes
El calostro además contiene endorfinas, interleucinas, interferona, biotina, L-carnitina, melatonina, insulina, lisozima, prolactina, xantinoxidasa, lactoperoxidasa, y muchas más. El calostro podría ser adecuado para diabéticos y personas con estómago delicado, debido a su proceso de elaboración se hace posible la extracción total de la grasa caseína y muy alto porcentaje de lactosa.
Los factores de crecimiento presentes en los calostros de mamíferos aumentan la reproducción de las células y el crecimiento de los tejidos al estimular la formación de ADN y ARN. Dichos factores pueden aumentar el número de células "T”, acelerar el proceso de sanación de heridas, estabilizar los niveles de glucosa, disminuir la necesidad de insulina, aumentar el crecimiento óseo y muscular, además de quemar grasa.
Entre los factores de crecimiento del calostro se encuentran los siguientes:
- Factor de crecimiento epitelial (EgF)
- Factor de crecimiento insulinoide I y II (IgF-I e IgF-II)
- Factor de crecimiento de los fibroblastos (FgF)
- Factor de crecimiento derivado de plaquetas (PDGE)
- Factores de crecimiento transformadores A y B (TgA y B)
- Hormona del crecimiento (GH)

- Datos: Q192746
- Multimedia: Colostrum / Q192746